# Władimir Soszalski
Władimir Borisowicz Soszalski (ros. Влади́мир Бори́сович Соша́льский; ur. 14 czerwca 1929, zm. 10 października 2007 w Moskwie) – radziecki aktor filmowy i głosowy. Ludowy Artysta RFSRR (1988). Mąż aktorki Olgi Arosiewy.
Pochowany na Cmentarzu Trojekurowskim w Moskwie.

## Wybrana filmografia

### Filmy fabularne
- 1955: Otello jako Kasjo
- 1982: Matka Maria jako robotnik

### Filmy animowane
- 1985: Wilk i Zając jako Hipopotam (odcinek 15)
- 1987: Pingwinek Lolo (film trzeci)
- 1988: Kotek z ulicy Liziukowa
- 1988: Zając, który dawał sobie rady

## Odznaczenia
- Ludowy Artysta RFSRR (1988)
- Zasłużony Artysta RFSRR (1964)